# Rellotge de sol d'August
El rellotge de sol d'August o Horologium Augusti fou el primer rellotge de sol construït a Roma, construït al Camp de Mart a pocs metres de l'Ara Pacis per ordre d'August l'any 10 aC. El rellotge de sol d'August ocupava una gran àrea que abastava des de l'actual plaça de San Lorenzo in Lucina fins a la piazza del Parlamento. El rellotge de sol era una gran plaça i consistia d'un quadrant amb incrustacions de bronze situat a la meitat superior de la plaça i un obelisc amb un globus de bronze a la punta situat al centre, de tal manera que, segons la posició del sol, l'ombra de l'obelisc es projectava en una banda o altra del quadrant, tot mostrant el dia i el mes mitjançant la longitud exacta de l'ombra projectada el migdia.
Actualment es pot observar ben poc d'aquest monument. L'obelisc fou dut per August des d'Heliòpolis després d'incorporar Egipte a l'Imperi Romà. L'obelisc es va mantenir dempeus fins que es trencà en algun moment entre els segles VIII i XII i va quedar colgat. No va ser fins al 1748 que es van recuperar les restes de l'obelisc i va ser restaurat i reconstruït a les acaballes del segle xviii a la Piazza di Montecitorio.
De la gran plaça circular amb inscripcions de bronze només en queda la línia del meridià, la qual fou descoberta per un equip d'arqueòlegs alemany dirigits per l'investigador Edmund Buchner. Aquesta secció encara és visible (vegeu la fotografia).